# White House Correspondents' Association

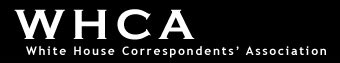
Logo van de WHCA.

De White House Correspondents' Association (WHCA) is een organisatie van journalisten die verslag doen van het Witte Huis en de president van de Verenigde Staten. De WHCA werd op 25 februari 1914 opgericht door journalisten in reactie op dreigementen van president Woodrow Wilson om geen persconferenties meer te geven als men (volgens hem) zijn uitspraken verkeerd bleef weergeven. Onderling spraken ze regels af hoe er verslag mocht worden gedaan dat niet te misleidend was.
Het WHCA opereert onafhankelijk van het Witte Huis. De meer bekende kwesties die de WHCA behandelt zijn onder andere het accrediteringsproces, toegang tot de president en de fysieke omstandigheden in de briefingkamers van het Witte Huis.
Elk jaar wordt het White House Correspondents' Dinner gehouden, oorspronkelijk bedoeld om prijswinnaars te huldigen, studiebeurzen uit te reiken aan beginnende journalisten en de pers en de president een avondje vriendschappelijkheid te geven. Sinds begin 21e eeuw wordt meer de nadruk gelegd op toespraken van de president en entertainers die grapjes over zichzelf, medepolitici en journalisten maken.
President Donald Trump liet in 2017 en 2018 verstek gaan bij het diner. Dat was de eerste keer sinds 1981 dat een president afwezig was. President Ronald Reagan was destijds herstellende van een aanslag.